# عربشاه بالا
عربشاه بالا یک روستا در ایران است که در دهستان باقران واقع شده‌است.